# 春色のエアメール
「春色のエアメール」（はるいろのエアメール）は、1985年3月21日に発売された松本典子のメジャーデビュー・シングル。

## 解説
1984年の第3回ミスセブンティーンコンテストにおいて、オーディション史上最多となった応募総数18万人の中からグランプリを獲得した松本典子の歌手デビュー曲。
デビュー時のキャッチフレーズは、"とどくかな、笑顔。"
表題曲「春色のエアメール」はシンガーソングライターのEPOによる書き下ろし。B面曲「秘密の17才」は小坂明子が作詞作曲を手掛けている。
この曲で、第4回メガロポリス歌謡祭の最優秀新人ダイヤモンド賞を受賞。同年、日本レコード大賞新人賞やFNS歌謡祭新人賞、銀座音楽祭グランプリ、新宿音楽祭審査員特別奨励賞なども受賞している。

## 収録曲
1. 春色のエアメール
  - 作詞・作曲：EPO / 編曲：大谷和夫
2. 秘密の17才
  - 作詞・作曲：小坂明子 / 編曲：鷺巣詩郎

## 参考資料
- 松本典子「Straw Hat」ポスト松田聖子の夢を託された上質なデビューアルバム  – Re：minder
- Idol.ne.jp | 70-80年代アイドル・芸能・サブカル考察サイト